# 万匹乡
万匹乡，是中华人民共和国江苏省宿迁市沭阳县下辖的一个乡镇级行政单位。
2021年3月2日，撤销贤官镇、万匹乡，设立新的贤官镇。以原贤官镇、万匹乡的行政区域为新的贤官镇行政区域。

## 行政区划
万匹乡下辖以下地区：
万匹社区、银杏村、丁蒋村、三圩村、大房村、下湾村、汤圩村、蔡庄村和杨庄村。